# Saint-Ambreuil
Saint-Ambreuil är en kommun i departementet Saône-et-Loire i regionen Bourgogne-Franche-Comté i östra Frankrike. Kommunen ligger i kantonen Sennecey-le-Grand som tillhör arrondissementet Chalon-sur-Saône. År 2022 hade Saint-Ambreuil 525 invånare.

## Befolkningsutveckling
Antalet invånare i kommunen Saint-Ambreuil
| Referens: INSEE |